# Boulouloum et Guiliguili
Boulouloum et Guiliguili est une série de bande dessinée franco-belge d'aventure écrite par Raoul Cauvin et dessinée par Mazel. Publiée à partir de 1975 dans Spirou, elle est recueillie en album à partir de 1978 par Dupuis. 
En 1983, la série est renommée Les Jungles perdues. Sa publication est interrompue en 1987, et son  dernier épisode resté inédit n'est publié dans Spirou qu'en 2008. En 2015-2016, Dupuis publie une intégrale en deux volumes sous le titre d'origine.

## Synopsis
La réserve animale de Kawangana est victime de braconniers qui essayent de capturer ou de tuer les animaux. Mais la réserve est protégée par Boulouloum, sorte de Tarzan enfant, et par Guiliguili, un solide gorille.

## Personnages
- Boulouloum est le héros de la série. Surnommé Tarzan miniature ou mini-Tarzan, il est aussi courageux que son idole. Plus tard, les auteurs le rebaptisent Kaloum.
- Guiliguili est un féroce gorille. Il veille sur Boulouloum et ne le quitte jamais. Plus tard, il est rebaptisé Kong.
- Joe et Harry sont deux braconniers qui veulent tuer des éléphants pour vendre leurs défenses.
- Pin-Up est une petite fille qui a grandi au milieu des gorilles.
- Miss Stevenson est une photographe.
- Jürgens est le chef de la bande de trafiquants.
- Baraka est l'un des hommes de main de Jürgens.
- Kurt est le pilote du bateau de Joe, puis de celui de Jürgens.
- Chop-Choy est un bandit chinois, qui est aussi cuisinier à partir des Aventuriers de la préhistoire.
- Pépé est spécialiste de la dynamite.

## Publication

### Revues
- Boulouloum et Guiliguili, dans Spirou[1] :

14 récits courts de 2 à 8 pages et un gag, 1975-1982.
1. La Loi de la jungle, 1975, no 1965
2. Le Grand Safari, 1978, no 2079 au no 2095
3. Chasseurs d'ivoire, 1978-1979, no 2104 puis du no 2109 au no 2128
4. C'est pas sorcier, 1979, no 2135 au no 2137
5. Le Trésor de Kawadji, 1979-1980, no 2176 au no 2185
6. S.O.S. jungle !, 1980, no 2203 au no 2213
7. La Saga des gorilles, 1981, no 2238 au no 2249
8. Le Sorcier météo, 1982, no 2299
9. Rapt, 1982, no 2308 au no 2318

- Les Jungles perdues, dans Spirou[2] :

1. Les Aventuriers de la préhistoire, 1983, no 2362 au no 2371
2. Les Chevaliers de l'enfer, 1985, no 2448 au no 2451
3. « Magie noire », 1985, no 2486
4. Le Péril rouge, 1986, no 2512 au no 2515
5. Les Épaves ressuscitées, 1987, no 2546 au no 2550
6. L'Espace sidérant, 2008,  no 2643 au no 2650.

### Albums
- Boulouloum et Guiliguili, Dupuis :

1. Le Grand Safari, 1979[3]
2. Chasseurs d'ivoire, 1980
3. Le Trésor de Kawadji, 1980
4. S.O.S. jungle !, 1981
5. La Saga des gorilles, 1982

- Les Jungles perdues, Dupuis :

1. Rapt, 1984
2. Les Aventuriers de la préhistoire, 1985
3. Les Chevaliers de l'enfer, 1986
4. Le Péril rouge, 1987
5. Les Épaves ressuscitées, 1987

- Boulouloum et Guiliguili : L'Intégrale, Dupuis :

1. L'Intégrale 1, 2015  (ISBN 978-2-8001-5889-1). Contient les histoires publiées de 1975 à 1981.
2. L'Intégrale 2, 2016  (ISBN 978-2-8001-5890-7). Contient les histoires publiées de 1982 à 2008.